# Protracheoniscus scythicus
Protracheoniscus scythicus är en kräftdjursart som beskrevs av Demianowicz 1932. Protracheoniscus scythicus ingår i släktet Protracheoniscus och familjen Trachelipodidae. Inga underarter finns listade i Catalogue of Life.